# Маркиз Лондондерри
Маркиз Лондондерри (англ. Marquess of Londonderry) — ирландский аристократический титул, принадлежащий роду Стюартов, переселившихся в XVII веке из Шотландии в Ирландию.

## История
Титул маркиза ведёт начало с Роберта Стюарта, виконта Кестльри (англ. Robert Stewart, 1st Marquess of Londonderry), который начиная с 1816 года стал именоваться маркизом Лондондерри.
Его сын, Роберт Стюарт Каслри (1769—1822), был сначала членом ирландской нижней палаты, палаты общин и военным министром.
Затем его титул перешел к его сводному брату Чарльзу-Вильяму Вену, ранее Стюарту (англ. Charles Vane, 3rd Marquess of Londonderry, 1778—1854), сражавшемуся при Муре и Веллингтоне в Испании, впоследствии дипломату, члену торийской оппозиции в парламенте, в 1837 году совершившему путешествие через Санкт-Петербург и Константинополь на Восток и написавшему: «History of the war in Spain» (1829), «The late war in Germany and France» (1838), «Recollections of a tour in the North of Europe» (1838), «Steam voyage to Constantinople» (1842). С 1846 по 1853 год он издал часть переписки своего брата; другая, бо́льшая, погибла во время кораблекрушения.
Шестой маркиз Лондондерри Чарльз Стюарт служил министром просвещения. С момента своего появления титул маркиза Лондондерри переходил по наследству девять раз.
По состоянию на 2024 год, обладателем маркизата являлся его праправнук, Фредерик Вейн-Темпест-Стюарт, 10-й маркиз Лондондерри (род. 1972), который 20 июля 2012 года наследовал своему отцу Аластеру Вейну-Темпесту-Стюарту, 9-му маркизу Лондондерри (1937—2012).

## Маркизы Лондондерри (1816)
- 1816—1821: Роберт Стюарт, 1-й маркиз Лондондерри (27 сентября 1739 — 6 апреля 1821), старший сын Александра Стюарта, олдермена из Лондондерри (1697—1781);
- 1821—1822: Роберт Стюарт, 2-й маркиз Лондондерри (18 июня 1769 — 22 августа 1822), старший сын предыдущего;
- 1822—1854: Чарльз Уильям Стюарт, 3-й маркиз Лондондерри (18 мая 1778 — 6 марта 1854), сводный брат предыдущего;
- 1854—1872: Фредерик Уильям Роберт Стюарт, 4-й маркиз Лондондерри (7 июля 1805 — 25 ноября 1872), единственный сын предыдущего от первого брака;
- 1872—1884: Джордж Генри Роберт Чарльз Уильям Вейн-Темпест, 5-й маркиз Лондондерри (26 апреля 1821 — 6 ноября 1884), старший сын 3-го маркиза Лондондерри от второго брака;
- 1884—1915: Чарльз Вейн-Темпест-Стюарт, 6-й маркиз Лондондерри (16 июля 1852 — 8 февраля 1915), старший сын предыдущего;
- 1915—1949: Чарльз Стюарт Генри Вейн-Темпест-Стюарт, 7-й маркиз Лондондерри (13 мая 1878 — 10 февраля 1949), старший сын предыдущего;
- 1949—1955: Эдвард Чарльз Стюарт Роберт Вейн-Темпест-Стюарт, 8-й маркиз Лондондерри  (18 ноября 1902 — 17 октября 1955), единственный сын предыдущего;
- 1955—2012: Александр Чарльз Роберт «Аластер» Вейн-Темпест-Стюарт, 9-й маркиз Лондондерри (7 сентября 1937 — 20 июля 2012), единственный сын предыдущего;
- 2012 — настоящее время: Фредерик Обри Вейн-Темпест-Стюарт, 10-й маркиз Лондондерри (род. 6 сентября 1972), старший сын предыдущего от второго брака;
  - Наследник: лорд Реджинальд Александр Вейн-Темпест-Стюарт (род. 1977), младший брат 10-го маркиза Лондондерри;
    - Наследник наследника: достопочтенный Робин Габриэль Вейн-Темпест-Стюарт (род. 29 мая 2004), его единственный сын.